# District de Rohrbach
Pour les articles homonymes, voir Rohrbach.
Le district de Rohrbach est une subdivision territoriale du Land de Haute-Autriche en Autriche.

## Géographie
Il s'y trouve la plus ancienne centrale hydroélectrique d'Autriche, celle de Partenstein.

### Lieux administratifs voisins
|  |  |  |
|  |  |  |
|  |  |  |

## Communes
Le district de Rohrbach est subdivisé en 42 communes :
- Afiesl
- Ahorn
- Aigen im Mühlkreis
- Aigen-Schlägl
- Altenfelden
- Arnreit
- Atzesberg
- Auberg
- Berg bei Rohrbach
- Haslach an der Mühl
- Helfenberg
- Hofkirchen im Mühlkreis
- Hörbich
- Julbach
- Kirchberg ob der Donau
- Klaffer am Hochficht
- Kleinzell im Mühlkreis
- Kollerschlag
- Lembach im Mühlkreis
- Lichtenau im Mühlkreis
- Nebelberg
- Neufelden
- Neustift im Mühlkreis
- Niederkappel
- Niederwaldkirchen
- Oberkappel
- Oepping
- Peilstein im Mühlviertel
- Pfarrkirchen im Mühlkreis
- Putzleinsdorf
- Rohrbach-Berg (voir anciennes communes de Rohrbach in Oberösterreich et Berg bei Rohrbach).
- Sankt Johann am Wimberg
- Sankt Martin im Mühlkreis
- Sankt Oswald bei Haslach
- Sankt Peter am Wimberg
- Sankt Stefan am Walde
- Sankt Ulrich im Mühlkreis
- Sankt Veit im Mühlkreis
- Sarleinsbach
- Schlägl
- Schönegg
- Schwarzenberg am Böhmerwald
- Ulrichsberg